# Almost Human (tv-serie)
Almost Human er et amerikansk science fiction-/krimidrama, der blev sendt 17. november 2013, frem til 3. marts 2014, på Fox. Serien blev skabt af JH Wyman til Frequency Films, Bad Robot Productions and Warner Bros. Television. Wyman, Bryan Burk og JJ Abrams er executive producers. Efter en sæson, aflyste Fox serien den 29. april 2014.
Almost Human sendes på kanal 5 i Danmark

## Rolleliste
- Karl Urban som Detective John Kennex
- Michael Ealy som DRN-0167,[2] kaldet "Dorian",en pensioneret DRN model Politi Syntetisk, den DRN eller 'Dorian' viser sig at være unik, og kan ikke fordrage udtrykket "Syntetisk".
- Minka Kelly som Detective Valerie Stahl
- Mackenzie Crook som Technician Rudy Lom.
- Michael Irby som Detective Richard Paul.
- Lili Taylor som Captain Sandra Maldonado.